# Fighters’ Run
A Fighters’Run egy terepakadályfutó verseny, melynek célja, hogy felmérje a rugalmasságot, a kitartást, a gyors döntéshozatalt váratlan és erőt próbáló helyzetekben. Ez egy extrém, profi akadálypályákkal nehezített – de teljesíthető – verseny, amely arra törekszik, hogy az unalmas, ismétlődő gyakorlatokat félretéve változatos kihívásokat nyújtson nemtől, korosztálytól függetlenül mindenkinek. Az akadályok között van palánk- és gumihegy mászás, mocsaras árok, szögesdrótpálya, kúszócső a föld alatt és felett, épített és természeti akadályok. 
A brandy 2010 Ben Vozár Attila ötlete alapján született. A Fighters Runhoz hasonló versenyek  a Spartan Race, a Tough Mudder vagy a Warrior Dash. Mindegyik versenyben közös, hogy mára nemzetközi méretűvé nőtték ki magukat, már nemcsak az Egyesült Államokban, hanem több nyugat-európai országban is jelen vannak egy-egy verseny erejéig.
A Fighters’ Runon férfiak, nők és gyerekek – egyéniben vagy csapatban – vágnak neki a 8 vagy 14 km-es távnak és küzdik le az akadályokat. 2024-től van Beavatás versenykategória is mely a sportággal még csak most ismerkedők részére biztosít kipróbálási lehetőséget. 